# Lech (bier)
Lech is een Pools biermerk. Het bier wordt sinds 1980 gebrouwen in Brouwerij Lech (onderdeel van Kompania Piwowarska) te Poznań. In december 2016 werden de Oost-Europese activiteiten van AB InBev (inmiddels gefuseerd met SABMiller) overgenomen door de Japanse Asahi Group Holdings voor een bedrag van 7,3 miljard euro, waaronder de merken als Tyskie, Lech (Polen), Pilsner Urquell (Tsjechië), Ursus (Roemenië) en Dreher (Hongarije).

## Varianten
- Lech Premium, blonde lager met een alcoholpercentage van 5,2%
- Lech Pils, blonde pilsener met een alcoholpercentage van 5,5%
- Lech Shandy, blond fruitbier (50% bier – 50% limonade) met een alcoholpercentage van 2,6%
- Lech Free, alcoholarm bier met een alcoholpercentage van 0,5%